# Paul Juvenel il Vecchio
Paul Juvenel noto anche come Paul Juvenell o Paulus Juvenel, detto il Vecchio (Norimberga, 22 dicembre 1579 – Bratislava, ottobre 1643), è stato un pittore tedesco.

## Biografia
Nacque a Norimberga nel dicembre 1579 da una famiglia di origine fiamminga. Suo padre, Nicolas Juvenel I, nacque a Dunkerque nelle Fiandre e dal 1550 al 1554 lavorò alla decorazione dei castelli di Mariemont e Binche, distrutti nel 1554.

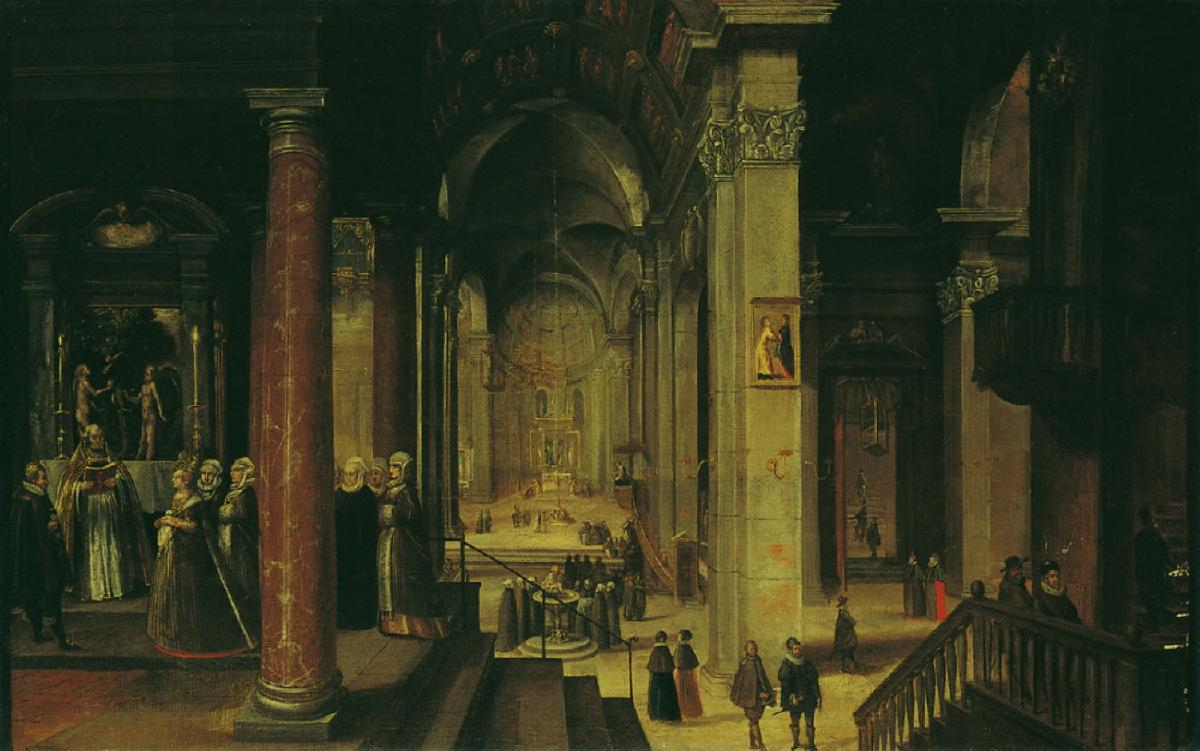
Paul Juvenel, Interno della Chiesa

Suo padre, di fede calvinista, fuggì a Kassel per sfuggire alle persecuzioni religiose. Fu lì che il futuro langravio d'Assia-Kassel, Guglielmo IV, gli suggerì di trasferirsi a Norimberga, dove arrivò nel 1561 insieme ad altri esuli provenienti dai Paesi Bassi.
Inizialmente Paul fu allievo di suo padre Nicolas, poi continuò gli studi con Adam Elsheimer a Francoforte.
Con ogni probabilità fu grazie a Elsheimer che iniziò a dipingere su piccole lastre metalliche utilizzate come supporto pittorico.
Juvenel lavorò, tra le altre cose, come affrescatore a Heroldsberg nella chiesa di St. Matteo. Lì progettò le ali dell'altare che rappresentano il paradiso con la caduta dell'uomo e l'esaltazione di Nehushtan da parte di Mosè.
Completò il dipinto dell'Ultima Cena iniziato dal suo maestro Adam Alsheimer (morto nel 1610 a Roma), aggiungendo l'architettura e lo sfondo nel 1621.
Realizzò anche tredici dipinti sul soffitto del municipio di Norimberga, raffiguranti l’imperatore circondato da virtù o da scene tratte dalla storia romana. Lavorava prevalentemente su tavola, ma talvolta, seguendo l’esempio del suo maestro Elsheimer, utilizzava piccole lastre metalliche, in rame o zincate. I soggetti delle sue opere erano in gran parte connessi all’architettura ecclesiastica, sebbene si fosse dedicato anche a temi mitologici e religiosi. Soltanto una parte limitata della sua produzione artistica è giunta fino ai giorni nostri.
Tra le sue altre opere si annoverano i ritratti degli imperatori Ferdinando II, Mattia, Rodolfo II e Rodolfo I dei Romani, oggi esposti anch'essi nel municipio di Norimberga. Si occupò inoltre della progettazione di decorazioni per le abitazioni dei facoltosi cittadini norimberghesi.
Juvenel eseguì delle copie dell’Assunzione della Vergine di Dürer, nonché di episodi della vita della Vergine, ispirandosi alle xilografie dell’artista.
Nel 1638 Juvenel si stabilì prima a Vienna e successivamente a Bratislava, dove morì nel 1643.
Ebbe quattro figli, anch'essi diventati artisti.

## Galleria d'immagini

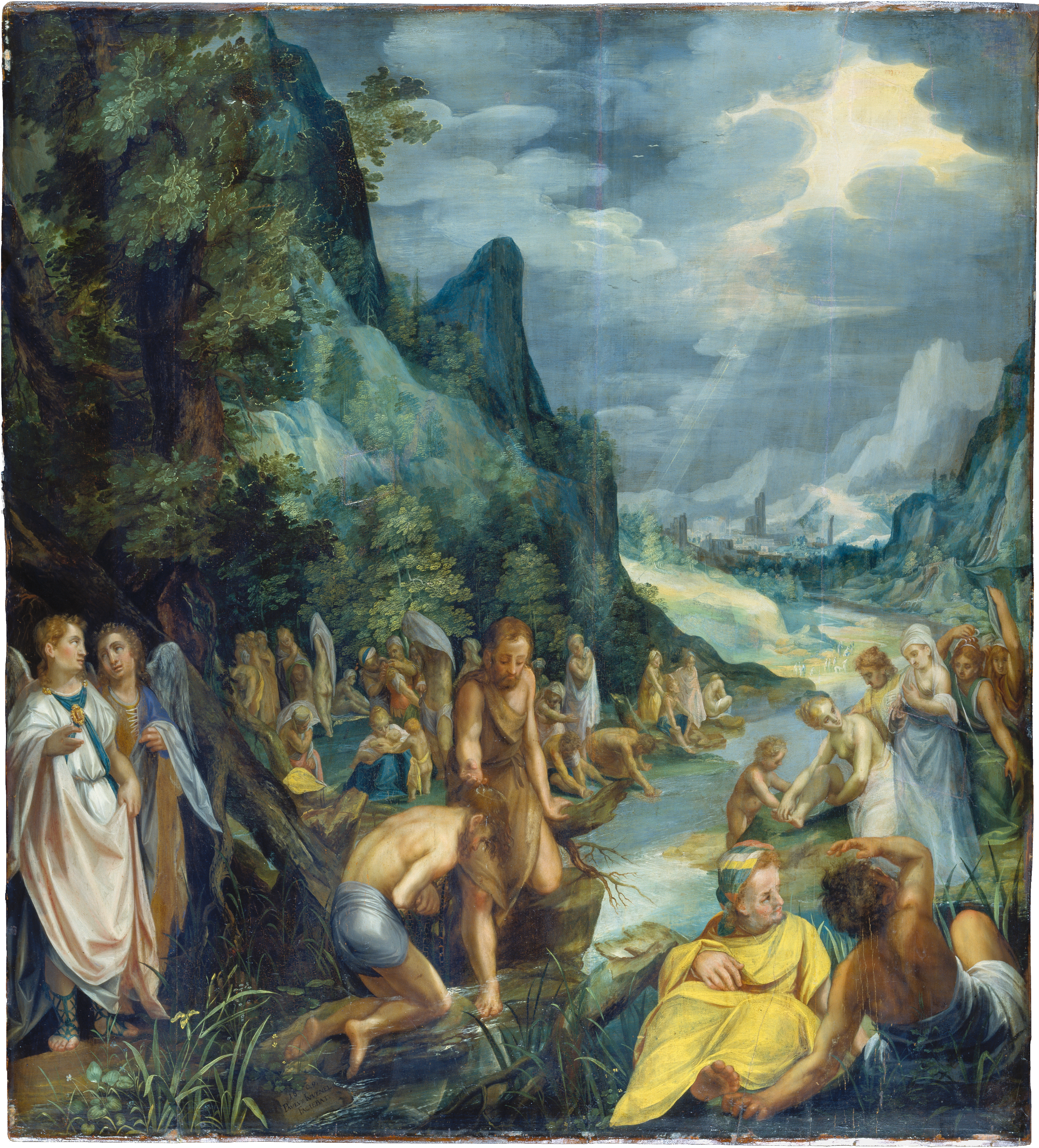
Il Battesimo di Gesù (1609)
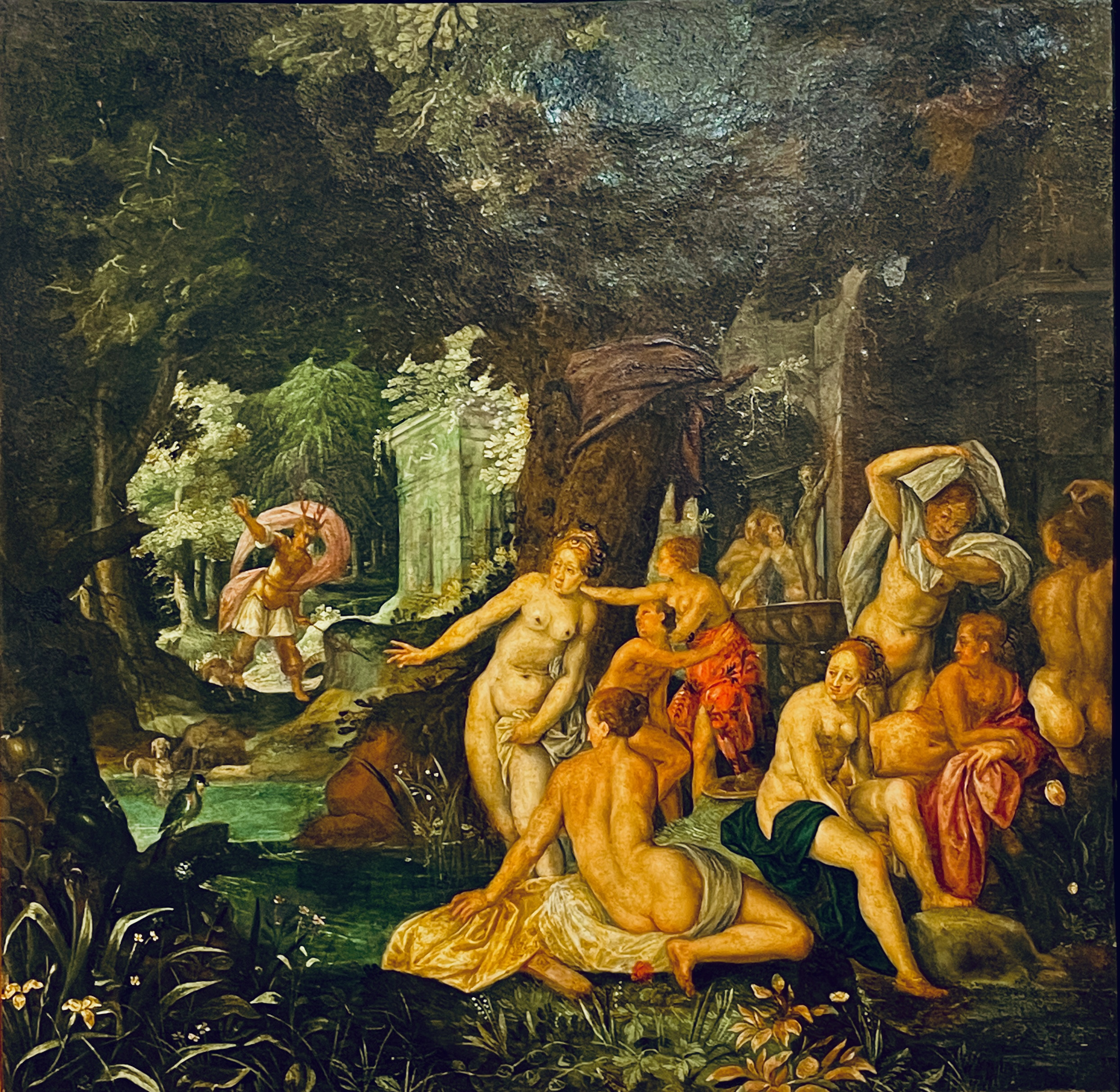
Diana e Atteone (1621)
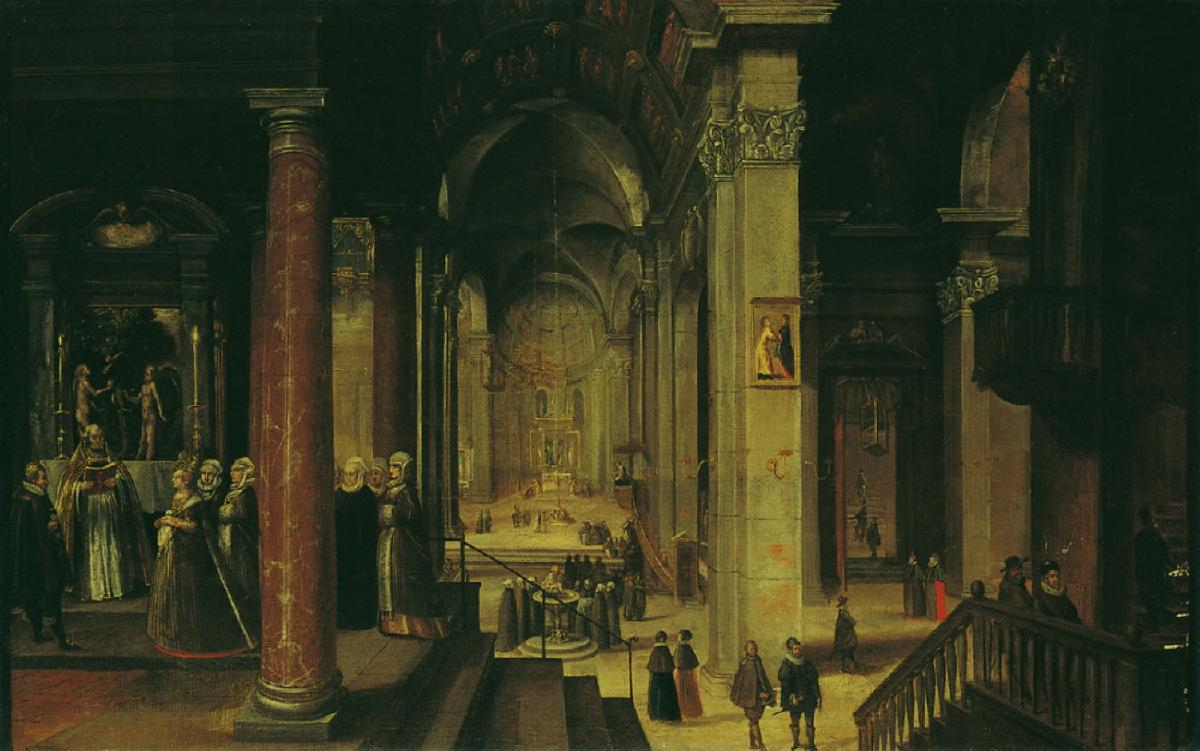
Interno della chiesa (ca. 1630)
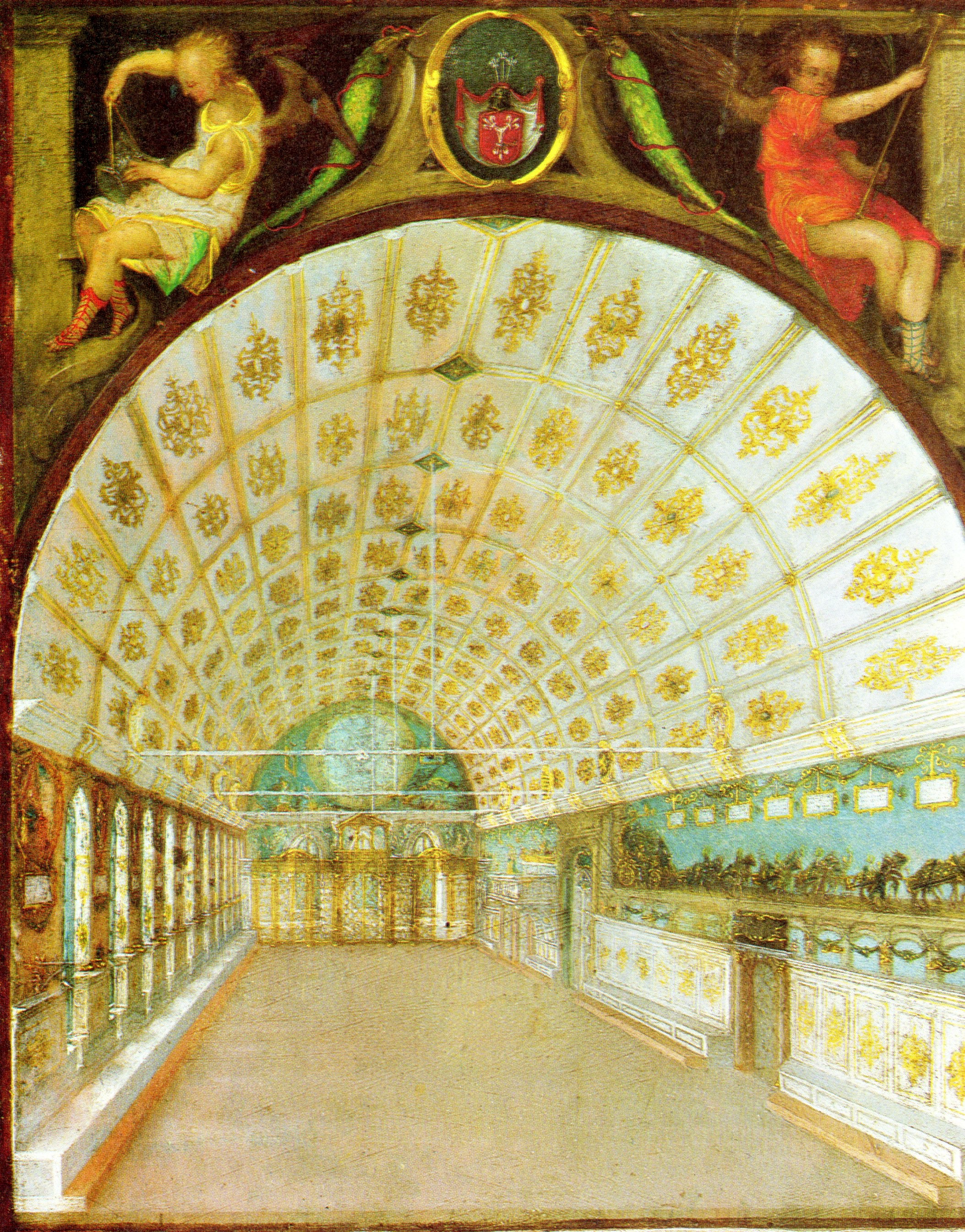
Affresco del municipio di Norimberga (1622)
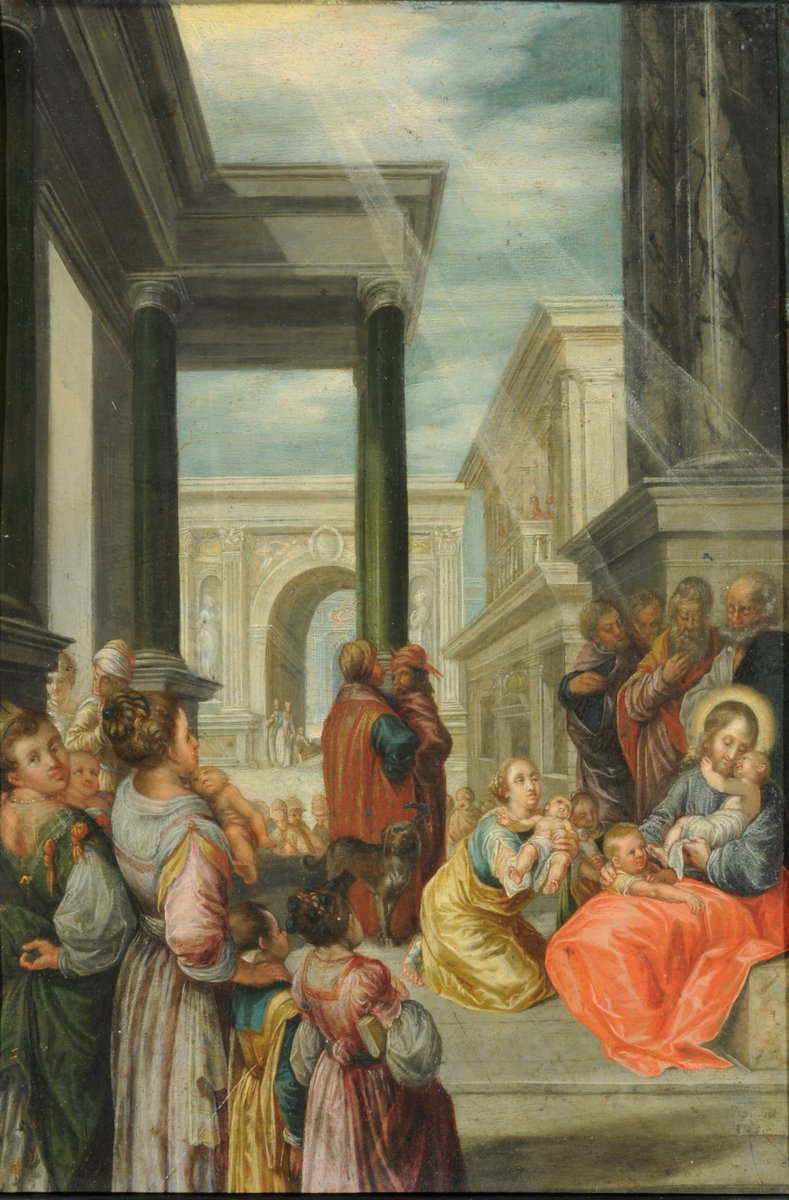
Lasciate che i bambini vengano a me
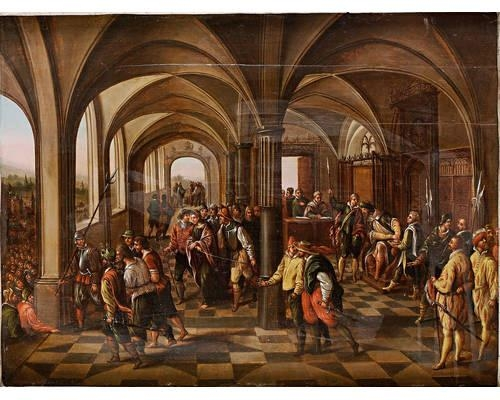
Ecce Homo
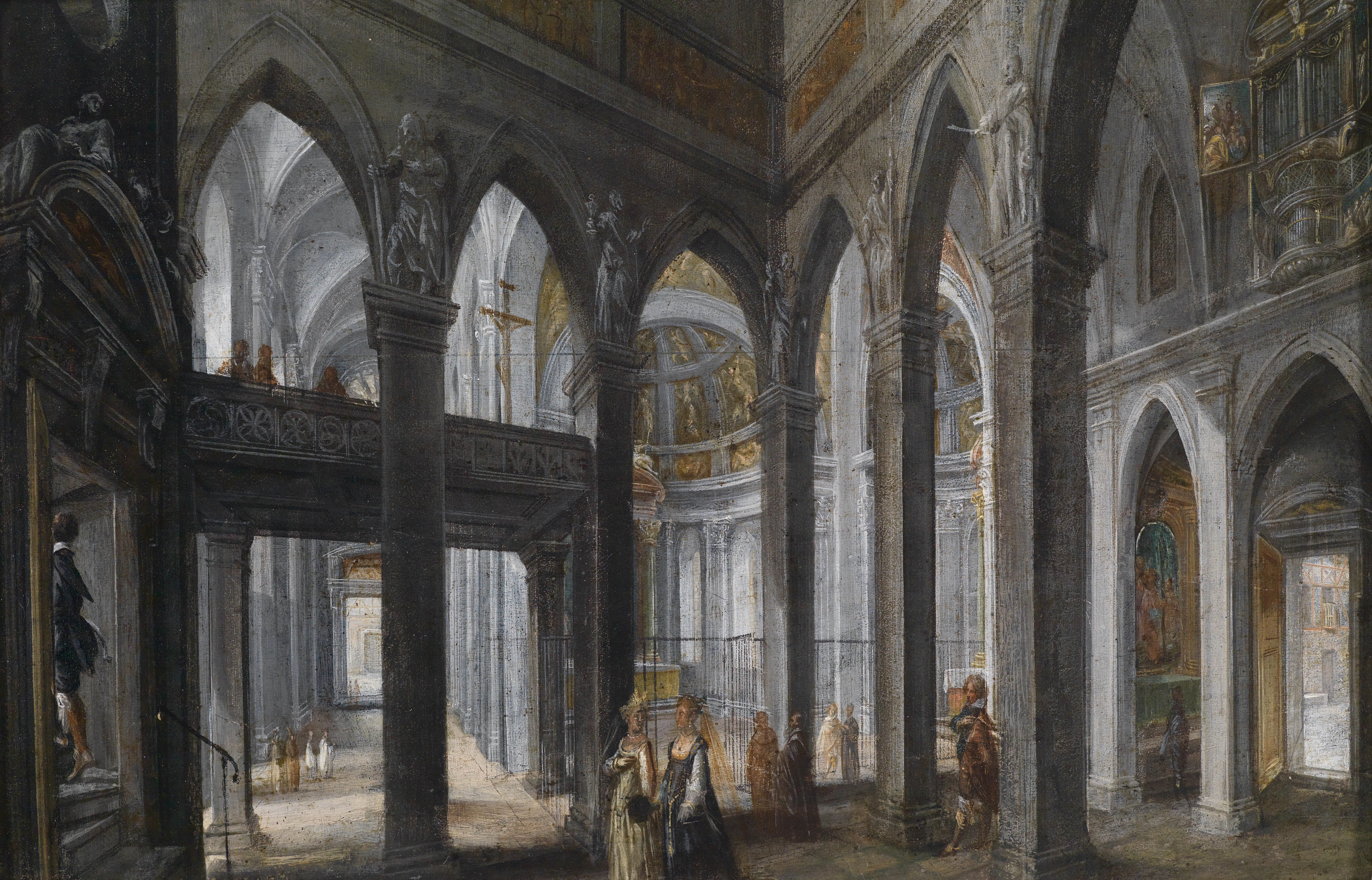
Interno della chiesa (1622)